# Ашкенази, Элиезер бен-Илия
Элиезер бен-Илия Ашкенази (1512—1585) — египетский талмудист, раввин, врач и учёный, распространявший в Европе своё философское учение, имевшее египетские корни. Учредил погребальное братство в Праге («хевра каддиша»).

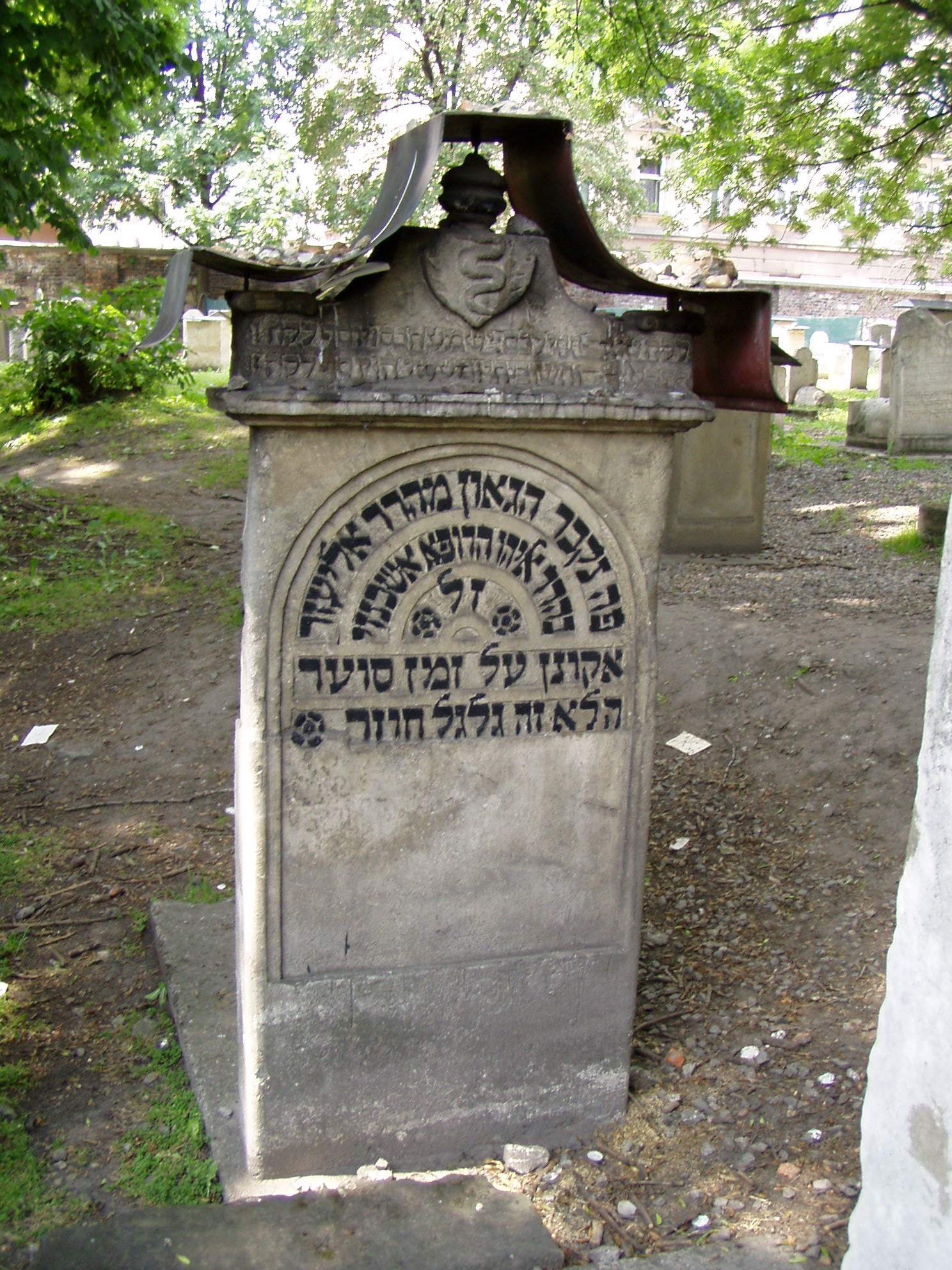
Могила Элиэзера Ашкенази на кладбище Рему в Кракове

## Биография
Родился в 1512 году в семье, происходившей из Германии («ашкенази»). Сын некоего Илии («бен-Илия») и родственник Иосифа Колона. Образование получил y каббалиста Йосефа Тайтацака в Салониках, где был товарищем Моисея Алшеха и где изучал философию и физику.
Сначала он занял место раввина, вероятно, в Фустате (Египет), где благодаря учёности и богатству быстро получил известность.
Обстоятельства заставили его покинуть Египет и уехать на Кипр, где два года был раввином в Фамагусте. Отказавшись затем от должности, он отправился в путешествие: сначала в Венецию, однако ссора с раввинами Меиром Падуа и его сыном Иудой Каценеленбогеном заставила его переселиться в другой город. Будучи в Венеции, вынес решение, по которому можно понудить мужа дать развод, если он безнравственным поведением восстановил против себя жену. Это решение, по всей вероятности, и было причиной вражды к нему вышеупомянутых венецианских раввинов.
Переселившись в Прагу (1561), он стал первым раввином, подписавшим постановление об учреждении погребального братства. Покинув Богемию и направляясь дальше на Восток вплоть до Крыма, он вернулся в Италию не ранее 1570 года. В Кремоне издал сочинение «Josef Lekach» (комментарий на Эсфирь).
В 1574 году принял раввинский пост в Познани. Такие учёные, как Иосеф Каро, Моисей Иссерлес и Соломон Лурия, считали его равным себе; когда решения старых раввинов находились в противоречии со здравым смыслом, Ашкенази никогда не прибегал к софизмам для объяснения правильности их взглядов, как практиковалось особенно в Польше.
В 1584 году переселился в Краков. Существовал запрет роше-иешивот (глав академий) ученикам учреждать новые академии в близком расстоянии от их собственных, но Aшкенази отказался подчиниться требованию; в письме к Иосифу Гершон, краковскому «рош-иешиве», он указывает, что, хотя постановление польских раввинов и основано на авторитете Маймонида, оно, однако, не соответствует свободе учения в раввинской среде. В последовавшем ответе краковский раввин Иосиф Гершон подробно отстаивал точку зрения Маймонида.
Умер в Кракове 13 декабря 1585 года. Похоронен на Старом еврейском кладбище.

## Учение
В несохранившемся суперкомментарии к Нахманиду, известном по цитатам, у Элиезера Aшкенази встречаются оригинальные мысли: он, например, утверждал, что рассказы Талмуда и Мидрашей принадлежат к области вымысла, написаны для нравственного назидания и поучения; то же самое можно сказать, продолжал он, и про материалы пророческих книг (Невиим), за исключением Пятикнижия и агиографов (Ктувим).
На вопрос, почему небесные светила при миросотворении были созданы в четвёртый день, отвечал, что до этого дня были вызваны к жизни существа, не одарённые зрением.
Порицал приёмы некоторых гомилетических комментаторов, которые во вступлении к объяснениям библейского или агадического текста предварительно указывали на несообразности в данном рассказе и, нагромождая, таким образом, вопросы на вопросы, старались толкованием сгладить все шероховатости. Ашкенази не одобрял этого метода, так как не все поставленные вопросы находили удовлетворительное разрешение в предложенном автором объяснении, так что слушатель или читатель часто сожалел, что y него возникли подобные вопросы.

## Критика
Едва ли он повлиял на последующие поколения евреев, но сама его личность была необычайна для его эпохи. ЕЭБЕ называет его «последним из могикан наиболее блестящего периода в истории сефардов». В то время как в Германии и Польше запутанная диалектика Якова Поллака пользовалась успехом, когда в Египте и Палестине мистицизм Исаака Лурии стал смущать людей, Элиезер Ашкенази сохранил полную независимость мысли.
Йосеф Дельмедиго, применив к Aшкенази следующие стихи: «Ты привёз виноградную лозу из Египта, прогнал язычников и насадил её» (Пс. 79:9), отмечал, что Элиезер Aшкенази остался непонятым поляками.

## Труды
- «Josef Lekach» (Кремона, 1570?) — комментарий на Эсфирь, посвящённый Иосифу Наси, герцогу Наксосскому; сочинение выдержало много изданий[2].
- «Maase ha-Schem» (первое изд. Венеция, 1583) — экзегетический и гомилетический комментарий к историческим частям Пятикнижия и на пасхальную агаду, выдержавший несколько изданий;
- 8 «селихот», включенных в литургию богемских евреев;
- «Токаха» (увещание), изданное сыном автора.

Его суперкомментарий к Нахманиду и критические заметки — до одной тысячи — к сочинению Иосефа Kapo «Бейт Иосеф» не сохранились.
Сын Ашкенази, Илия, издал сборник молитв «Zibche Schelamim» и написал элегию на смерть отца; элегия эта помещена на могильной плите Элиезера Aшкенази.